# Planetární mlhovina Helix
Planetární mlhovina Helix (NGC 7293, také známá jako Caldwell 63) je pravděpodobně nejbližší
a současně také nejjasnější planetární mlhovina na obloze. Objevil ji Karl Ludwig Harding v roce 1824. Nalezneme ji v souhvězdí Vodnáře (Aquarius). Má zdánlivou jasnost 7,3m, úhlový rozměr jasné části 16´ a je od nás vzdálená přibližně 450 světelných let. Svým tvarem se podobá Prstencové mlhovině a mlhovině Činka, přičemž mlhovina Činka má podobnou velikost a stáří, ale díváme se na ni pod jiným úhlem, a Prstencová mlhovina má velmi podobný vzhled, ale nachází se v mnohem větší vzdálenosti, je značně menší a mladší.

## Vlastnosti

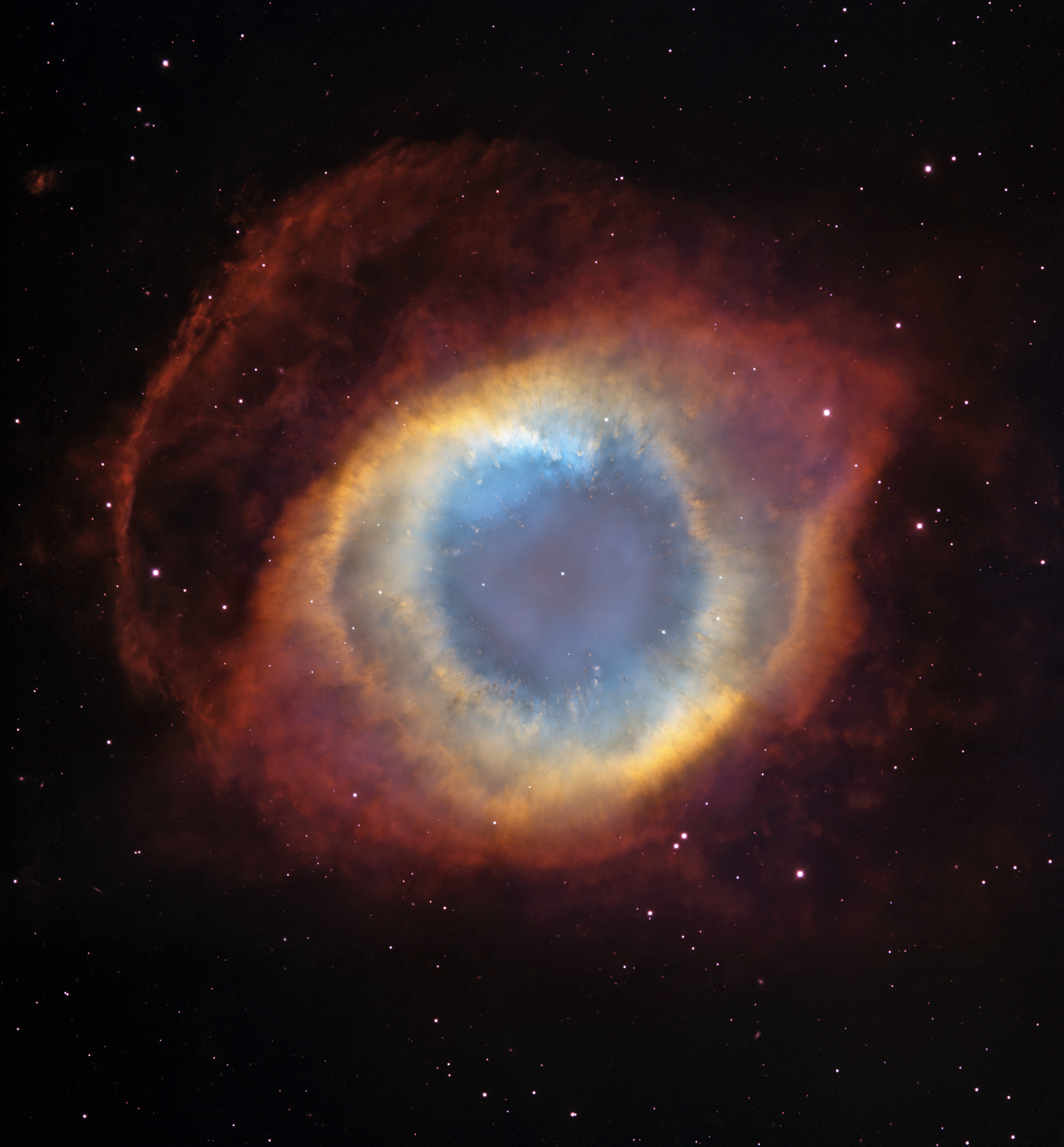
NGC 7293 na snímku z HST

Helix je příkladem planetární mlhoviny, kterou vytvořila středně až málo hmotná hvězda, která se na konci svého vývoje zbavila svých vnějších vrstev. Tento plynný obal při pohledu ze Země vypadá, jako bychom se dívali do šroubovice. Pozůstatek centrální hvězdy, neboli jádro planetární mlhoviny, se nyní stal bílým trpaslíkem a jeho zář je tak silná, že způsobuje jasnou fluorescenci dříve odvržených plynů.
V malém dalekohledu ji uvidíme jako mlhavý obláček, na fotografiích z velkých dalekohledů se však ukáže v plné kráse i se svou mateřskou hvězdou uprostřed. Tento bílý trpaslík zdánlivé jasnosti 13,3m s povrchovou teplotou 130 000 K je hvězda v závěrečném stadiu vývoje, která byla kdysi podobná Slunci.
V roce 2004 byl vydán snímek této mlhoviny složený ze snímků Hubbleova vesmírného dalekohledu a dalekohledu o průměru 0,9 m na observatoři Kitt Peak.

## Stavba
Předpokládá se, že mlhovina má tvar protáhlého sféroidu se silným zhuštěním směrem k plnému disku podél rovníkové plochy a hlavní poloosa sféroidu je od našeho úhlu pohledu odchýlená o 21° až 37°. Vnitřní disk má zdánlivý průměr 8×19' (0,52 pc), vnější prstenec má průměr 12×22' (0,77 pc) a nejkrajnější prstenec má průměr kolem 25' (1,76 pc). Nejkrajnější prstenec je na jedné straně zploštělý kvůli srážce s mezihvězdným prostředím.
Skutečný průměr mlhoviny je kolem 5,7 světelného roku. Rozpínání mlhoviny začalo asi před 12 100 lety odhozením svrchních vrstev mateřské hvězdy, což vytvořilo vnější prstenec, který se rozpíná rychlostí 32 km/s. Před 6 560 lety proběhlo druhé odhození, které vytvořilo vnitřní disk rozpínající se rychlostí 40 km/s. Nejkrajnější prstenec také pravděpodobně představuje samostatnou fázi odhození vrstev.

### Uzlíky

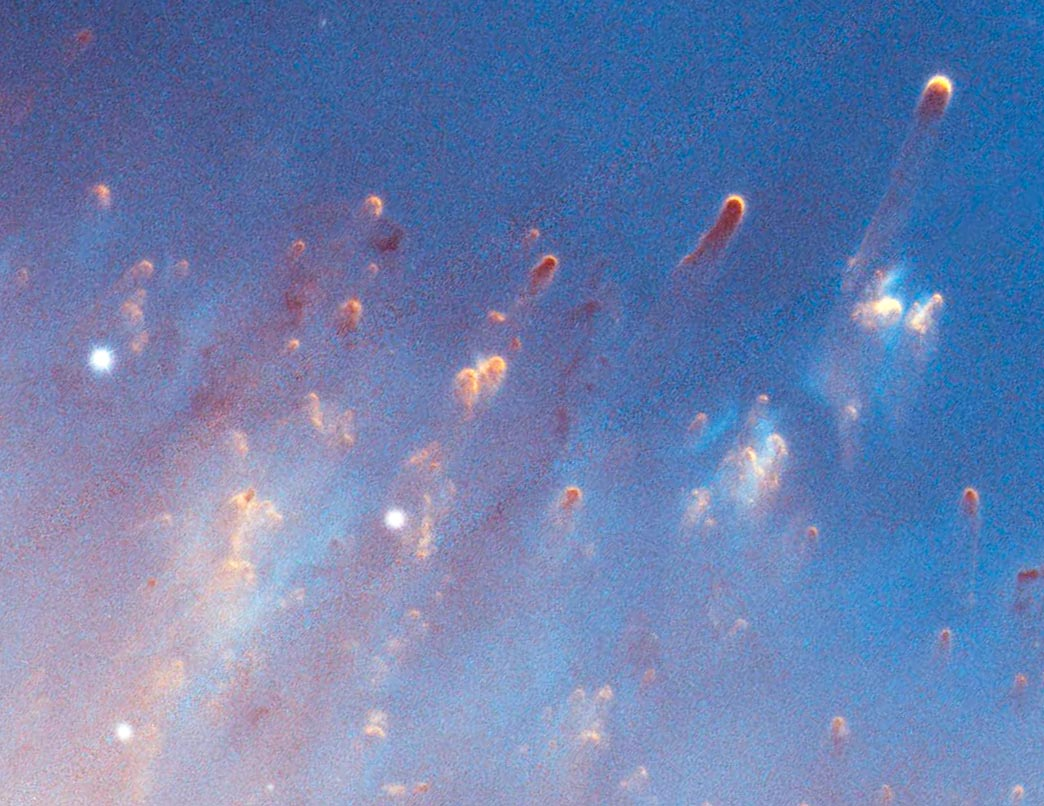
Podrobný pohled na uzlíky v planetární mlhovině Helix.

Helix byla první mlhovinou, ve které byly objeveny kometární uzlíky. Její hlavní prstenec obsahuje temné mlhoviny ve tvaru uzlíků a podobné byly následně objeveny i v dalších planetárních mlhovinách. Tyto uzlíky vykazují velkou symetrii směrem od centrální hvězdy a vypadají jako komety, protože mají jasné jádro (místní hranice fotoionizace) a ocasy, které míří směrem od centrální hvězdy. Jejich jádra ovšem mají rozměry několikanásobně větší než je oběžná dráha Pluta, i když je jejich hmotnost srovnatelná s hmotností Země.
Uzlíky jsou ve viditelném spektru neprůhledné kvůli Lymanovým fotonům z centrální hvězdy.
Počet těchto uzlíků v mlhovině Helix se odhaduje na více než 20 000.
Excitační teplota je na různých místech mlhoviny různá. Rotačně-vibrační teplota je v rozmezí 1 800 K v kometárních uzlících vnitřního disku (2,5' od centrální hvězdy) až přibližně 900 K ve vnějších oblastech vzdálených 5,6'.

## Galerie

Snímek NGC 7293 z HST (2004). Autor: NASA.
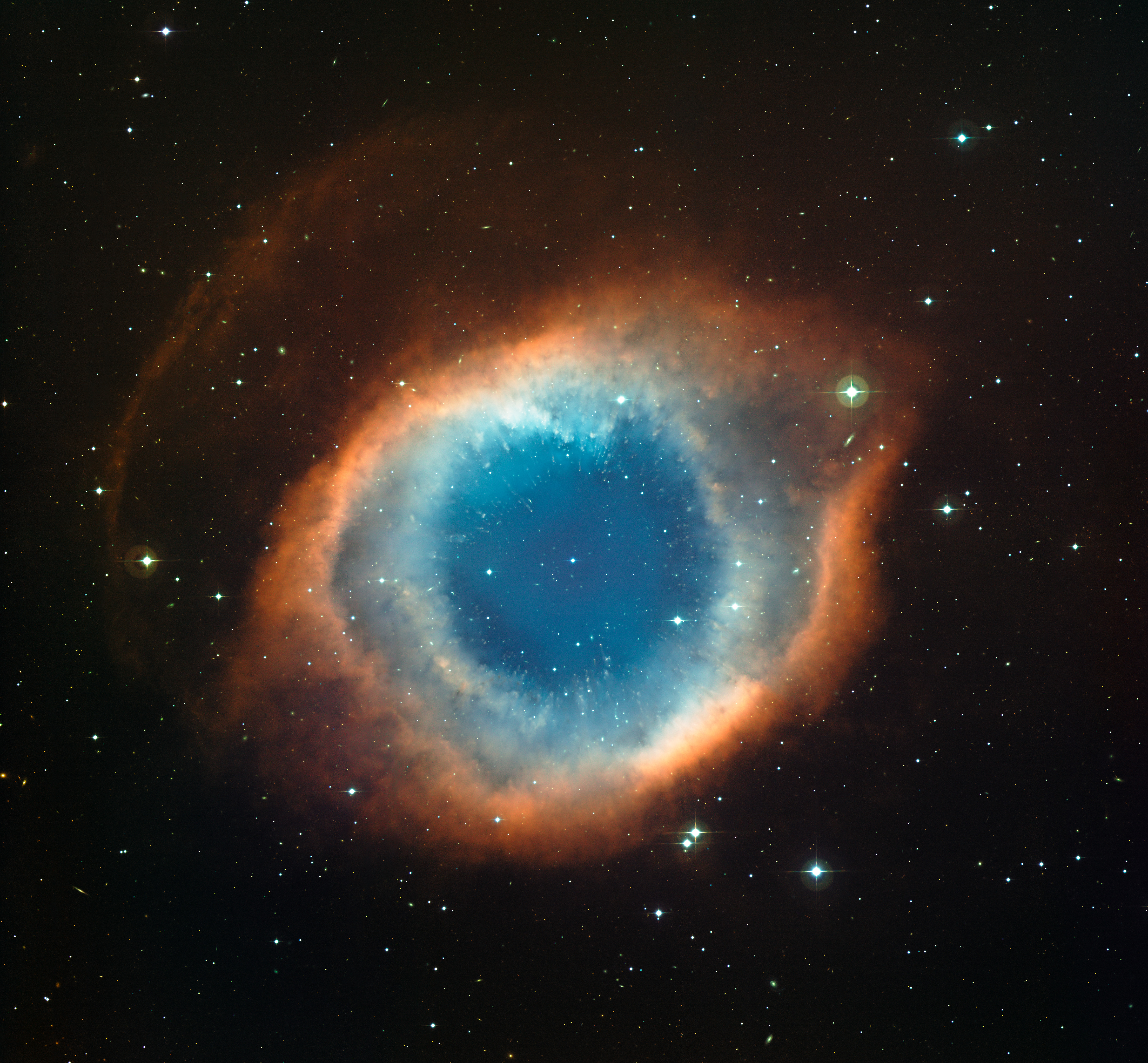
Planetární mlhovina Helix (NGC 7293) na snímku z dalekohledu o průměru 2,2 m na observatoři La Silla. Autor: ESO
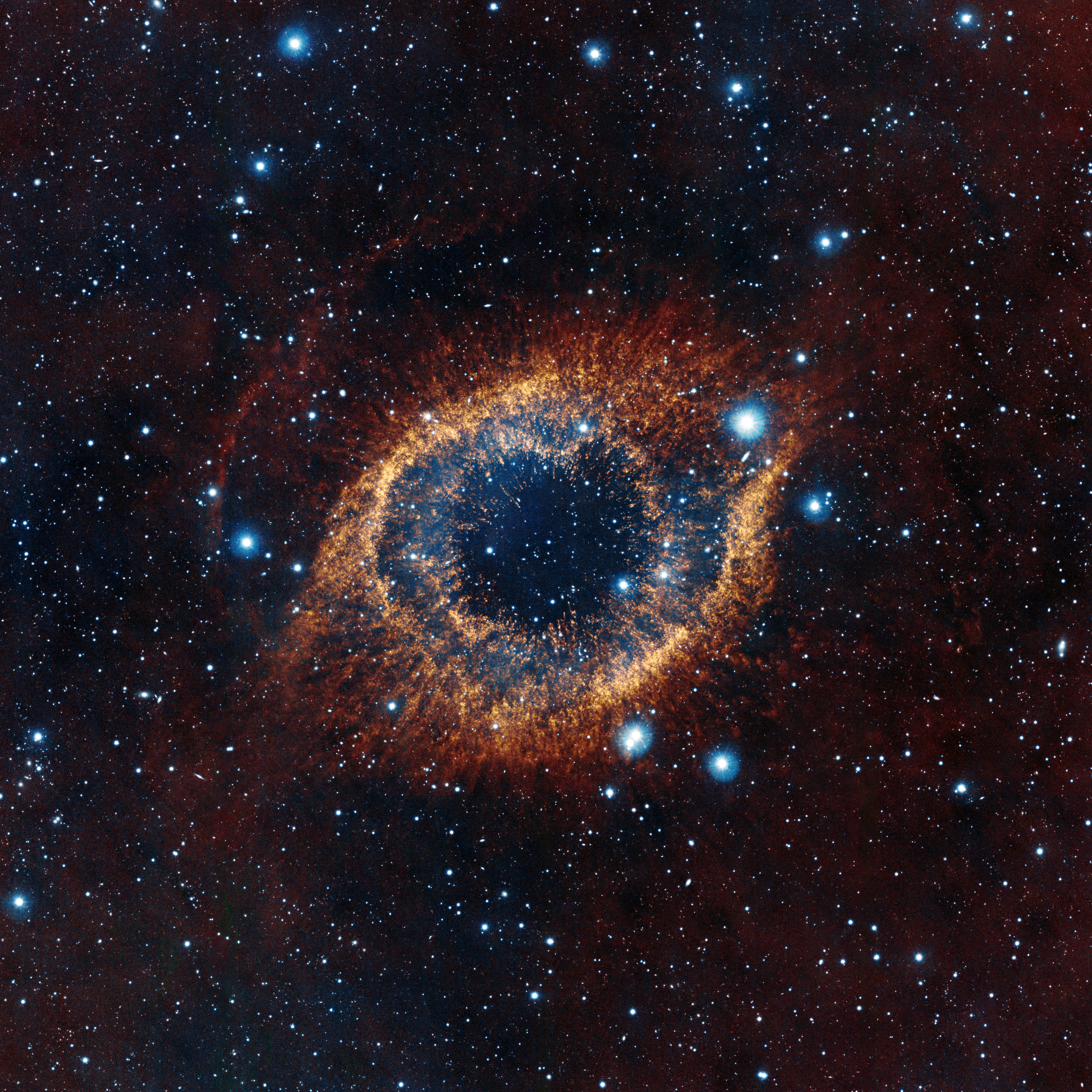
Infračervený snímek planetární mlhoviny Helix pořízený dalekohledem VISTA na observatoři Paranal v Chile
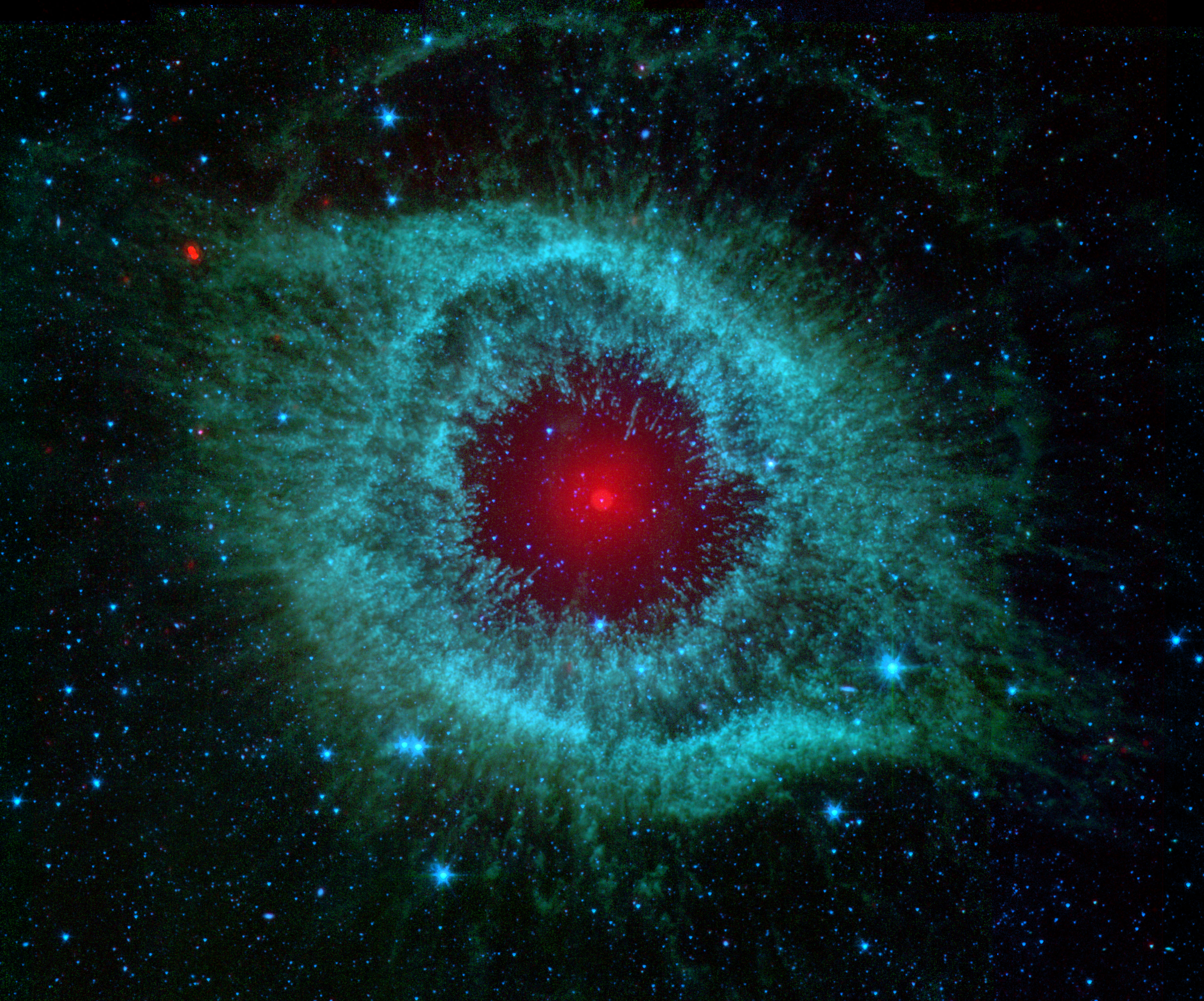
Infračervený snímek planetární mlhoviny Helix pořízený Spitzerovým vesmírným dalekohledem.[12] Autor: NASA, JPL a K. Su (University of Arizona)